# 男の勲章
「男の勲章」（おとこのくんしょう）は、嶋大輔の2枚目のシングル。1982年4月28日にキングレコードから発売された。

## 解説
- 嶋大輔は1982年2月、横浜銀蝿の弟分として、前作の「Sexy気分の夜だから」でデビューを果たした。本作はそれに続くセカンド・シングルである。
- 嶋本人も出演した日本テレビのドラマ「天まであがれ!」の主題歌[2]。
- レコード売上は37.7万枚を記録し、嶋自身最大のヒット曲となった[1]。嶋は、デモテープを聞いた時にヒットを確信したという[2]。
- B面の「ぶっちぎりRock'n' Roll」は、1980年に横浜銀蝿のデビュー・シングル「横須賀Baby」のカップリングとして採用された曲をカバーした。
- 日本の高校野球の応援歌としても、人気が高い[3]。
- 2002年に『めちゃ²イケてるッ!』の人気コーナー、「単位上等!爆走数取団」でまで罰ゲームの音楽で使用され、コーナーの最終回まで一貫して使用された。
- 数取団ブームによる人気再燃もあり2003年、「男の勲章」を嶋自身通算17枚目のシングルとしてセルフカバー。セルフカバーのPVには佐藤二朗が出演した。さらにその後、数取団にも出演した。また2005年、「男の勲章」の続編「大人の勲章」（作詞・作曲：Johnny）をインディーズで発売した。
- 2003年放送のキリンビバレッジ『生茶』CMでは、松嶋菜々子が本曲の冒頭を歌っていたところ、「夢の中へ」に置き換わってしまう内容となっていた。
- 2005年にスパイク（現：スパイク・チュンソフト）より発売のゲーム「喧嘩番長」及びその続編「喧嘩番長2 フルスロットル」の主題歌。「2」には、嶋本人がゲーム内に隠しボスキャラクターとして登場。
- 2018年、日本テレビ日曜ドラマ『今日から俺は!!』主題歌として、出演者たちが『今日俺バンド』名義でカバー。演奏やダンス（通称：今日俺ダンス）の映像が注目された。なおドラマの冒頭ナレーションも嶋が担当。
- プロ野球千葉ロッテマリーンズ所属大下誠一郎の打席登場曲に使用されている。
- 二次元キャラクタープロジェクトである「超人的シェアハウスストーリー『カリスマ』」が2023年6月2日にリリースした楽曲「ツッパれ！生涯反発」（歌：猿川慧（CV.細田健太））は、本楽曲を基に作られた。

## 収録曲
1. 男の勲章
作詞・作曲・編曲：Johnny
2. ぶっちぎりRock'n' Roll [2:30] 
作詞・作曲：タミヤヨシユキ、編曲：横浜銀蝿

## カバー
- 横浜銀蝿（2002年） - タイトルは「男の勲章2002」。
- ドラゴン池見とパノラマジック（2008年）
- 東京佼成ウインドオーケストラ（2009年） - 「ブラバン!甲子園3」に収録。
- RIKI（竹内力）（2010年） - 「男唄」に収録。
- TRT原宿ヤンキースRC（2010年） - 「ヤンキーロックス NON STOP MIX 2」に収録。
- MR.COCKROBIN（2010年） - 「TOKYO Auto Reverse 〜ネオ渋谷系×80's〜」に収録。
- マッチョ29（2017年）
- THE TOKYO（2018年） - アルバム『男』に収録 [4]
- 今日俺バンド（2018年） - テレビドラマ『今日から俺は!!』の主題歌。
- Lyrical Lily （D4DJ）（2020年）